# Guiomar Rovira i Sancho
Guiomar Rovira i Sancho   (Barcelona, 1967) és una periodista i escriptora catalana establerta a Mèxic des del 1994. És autora de nombrosos assaigs, doctora en Ciències Socials i ha estat professora a la Universitat Autònoma Metropolitana Unidad Xochimilco de Coyoacán des del 2008 i de la Universitat de Girona.

## Trajectòria
L'any 2017 publicà Activismo en red y multitudes conectadas: comunicación y acción en la era de Internet, on qüestiona la convergència de mitjans des de la proliferació de xarxes d'activistes, aprofitant la naturalesa oberta i descentralitzada d'internet que inventaren noves eines tecnològiques a través de les quals es van difondre imatges, paraules i sentiments diferents de l'statu quo en el context històric del zapatisme i del moviment antiglobalització. El febrer de 1999 va acompanyar en qualitat de fotògrafa a l'escriptor i periodista Manuel Vázquez Montalbán a la Selva Lacandona, en una entrevista al Subcomandant Marcos que es va desenvolupar durant més de cinc hores.
Més endavant, amb la Web 2.0, l'ús polític de les xarxes es va socialitzar en mans de l'economia del bé comú per mitjà de les «multituds connectades», el moviment dels indignats i altres alternatives plantejades com el moviment Yo Soy 132, l'ètica hacker i el do it yourself enfront de la crisi financera global del 2007. El treball de Rovira afirma la potència política de les tecnologies quan la ciutadania se n'apropia mirant el món des de l'angle dels possibles.

## Obra publicada
- Zapata vive!: la rebelión indígena de Chiapas contada por sus protagonistas. Barcelona: Virus, 1994. ISBN 84-88455-14-3.
- Mujeres de maíz: la voz de las indígenas de Chiapas y la rebelión zapatista. Barcelona: Virus, 1996. ISBN 84-88455-26-7.
- Zapatistas sin fronteras: las redes de solidaridad con Chiapas y el altermundismo. Barcelona: Icaria, 2015. ISBN 978-84-9888-706-8.
- Activismo en red y multitudes conectadas: comunicación y acción en la era de Internet. Barcelona: Icaria, 2017. ISBN 978-84-9888-760-0.[7]
- #MeToo. La ola de las multitudes conectadas feministas.  Manresa: Bellaterra, 2023. ISBN 978-84-19160-62-1.